# Epidendrum platyglossum
Epidendrum platyglossum är en orkidéart som beskrevs av Heinrich Gustav Reichenbach. Epidendrum platyglossum ingår i släktet Epidendrum och familjen orkidéer.
Artens utbredningsområde är Colombia. Inga underarter finns listade i Catalogue of Life.